# Acinipe deceptoria
Acinipe deceptoria är en insektsart som först beskrevs av Bolívar, I. 1878.  Acinipe deceptoria ingår i släktet Acinipe och familjen Pamphagidae. Inga underarter finns listade i Catalogue of Life.